# Антоний (Пухкан)
Епи́скоп Анто́ний (в миру Дми́трий Ильи́ч Пухкан; род. 27 августа 1974, Рига) — епископ Украинской православной церкви (Московского Патриархата), епископ Корсунь-Шевченковский, викарий Черкасской епархии

## Биография
Родился 27 августа 1974 года в городе Риге Латвийской ССР в семье военнослужащего.
В 1991 году после окончания средней школы № 75 города Николаева поступил в Николаевское медицинское училище, которое окончил на отлично в 1994 году.
В 1994 году поступил в Калужское духовное училище, 20 января 1997 года преобразованное в семинарию. В 1998 году окончил Калужскую духовную семинарию.
В 1998 году поступил на очное отделение Московской духовной академии, которую окончил в 2002 году и был направлен Учебным комитетом при Священном Синоде Русской Православной Церкви в распоряжение митрополита Киевского и всея Украины Владимира (Сабодана). 22 июля 2002 года назначен штатным псаломщиком на приход преподобной Евфросинии Полоцкой города Киева.
4 ноября 2007 года в Трапезном храме Успенской Киево-Печерской лавры архиепископом Вышгородским Павлом (Лебедем) рукоположен в сан диакона и направлен для служения в храм преподобной Евфросинии Полоцкой города Киева.
13 ноября 2007 года назначен пресс-секретарём Синодального отдела по делам молодёжи Украинской православной церкви, в апреле 2008 года параллельного — пресс-секретарём Сектора духовно-просветительских проектов Украинской православной церкви.
3 апреля 2008 года в храме преподобного Антония Печерского в Ближних пещерах Киево-Печерской лавры пострижен в мантию с наречением имени Антоний в честь преподобного Антония Киево-Печерского.
26 декабря 2008 года в УУБА защитил работу «Духовный наставник в свете учения Вселенской Православной Церкви» на соискание учёной степени доктора богословия.
К Пасхе 2010 года возведен в сан архидиакона.
С февраля 2011 года исполнял послушание старшего архиерейского диакона при викарии Киевской митрополии епископе Броварском Феодосии (Снигирёве).
28 августа 2011 года рукоположен в сан пресвитера епископом Броварским Феодосием (Снигирёвым) в Воскресенском храме города Киева.
15 октября 2011 года назначен секретарём Броварского викариатства Киевской епархии с возведением в сан архимандрита по должности.
В 2011—2021 годах был клириком Воскресенского (Афганского) храма в Печерском районе города Киева, Крестовоздвиженского храма в Подольском районе города Киева, Введенского Обыденного храма в Голосеевском районе города Киева. В 2013—2020 годах был секретарём управляющего Северным викариатством города Киева архиепископа Боярского Феодосия (Снигирёва). С августа 2020 года, после назначения Феодосия (Снигирёва) на Черкасскую кафедру, стал его секретарём-референтом.

### Архиерейство
12 мая 2021 года решением Священного Синода Украинской православной церкви был избран епископом Корсунь-Шевченковским, викарием Черкасской епархии.
5 июня 2021 года в Свято-Троицком храме Пантелеимоновского женского монастыря Митрополит Киевский и всея Украины Онуфрий возглавил чин наречения архимандрита Антония (Пухкан) во епископа Корсунь-Шевченковского, викария Черкасской епархии.
6 июня 2021 года в Успенском соборе Успенской Киево-Печерской лавры хиротонисан во епископа Корсунь-Шевченковского, викария Черкасской епархии. Хиротонию совершили: митрополит Киевский и всея Украины Онуфрий (Березовский), митрополит Вышгородский и Чернобыльский Павел (Лебедь), митрополит Бориспольский и Броварской Антоний (Паканич), митрополит Днепропетровский и Павлоградский Ириней (Середний), митрополит Нежинский и Прилукский Климент (Вечеря), митрополит Винницкий и Барский Варсонофий (Столяр), архиепископ Бучанский Пантелеимон (Бащук), архиепископ Городницкий Александр (Нестерчук), архиепископ Черкасский и Каневский Феодосий (Снигирёв), архиепископ Вознесенский и Первомайский Алексий (Шпаков), архиепископ Васильковский Николай (Почтовый), епископ Золотоношский Иоанн (Вахнюк), епископ Барышевский Виктор (Коцаба), епископ Белогородский Сильвестр (Стойчев), епископ Макаровский Гедеон (Харон), епископ Переяслав-Хмельницкий Дионисий (Пилипчук), епископ Вишневский Спиридон (Романов), епископ Ирпенский Лавр (Березовский), епископ Бородянский Марк (Андрюк).